# カルラ・スアレス・ナバロ
カルラ・スアレス・ナバロ（Carla Suárez Navarro、1988年9月3日 - ）は、スペイン・ラス・パルマス・デ・グラン・カナリア出身の女子プロテニス選手。4大大会女子シングルスで7度ベスト8に進出した。身長162cm、体重62kgの小柄な体格で、片手打ちのバックハンド・ストロークを大きな武器にする。これまでにWTAツアーでシングル2勝、ダブルス3勝を挙げている。自己最高ランキングはシングルス6位、ダブルス11位。

## 来歴
カルラは父親がハンドボール選手、母親は体操競技の教師という家庭に生まれ、母親の勧めにより9歳からテニスを始めた。2003年にプロ入りし、2007年に出身地のカナリア諸島からバルセロナに引っ越した。2007年全米オープンで4大大会の予選会に初出場。2008年から女子テニス国別対抗戦・フェドカップのスペイン代表選手に選ばれ、2月の「ワールドグループ」1回戦（対イタリア戦）でフェド杯にデビューする。5月末からの全仏オープンで、スアレス・ナバロは初めて予選会を突破し、初進出の本戦でいきなりベスト8に勝ち進んだ。本戦2回戦で元世界ランキング1位のアメリ・モレスモを 6-3, 6-4 で圧倒して波に乗り、一気に準々決勝まで勝ち上がる。最初の大舞台では第3シードとのエレナ・ヤンコビッチ（セルビア）に 2-6, 3-6 で敗れた。続くウィンブルドンでは、2回戦でヤンコビッチに連敗する。その後北京五輪のスペイン代表選手にも選ばれ、シングルス1回戦で地元中国の彭帥に 5-7, 6-7 で敗れた。全米オープン終了直後のフェドカップ決勝戦にも起用されたが、スペインはロシアに「0勝4敗」の完敗に終わった。
カルラ・スアレス・ナバロは2009年全豪オープンで、前年の全仏オープン以来2度目のベスト8に勝ち進んだ。全豪の2回戦で第6シードのビーナス・ウィリアムズに 2-6, 6-3, 7-5 の逆転勝利を収め、4回戦で同じスペインの先輩選手アナベル・メディナ・ガリゲスに 6-3, 6-2 で圧勝する。準々決勝では第4シードのエレーナ・デメンチェワに 2-6, 2-6 で完敗した。
2009年の地元で開催されたマルベーリャ大会でカルラ・スアレス・ナバロは初めてシングルス決勝に進出した。決勝では、エレナ・ヤンコビッチに 3-6, 6-3, 3-6 で敗れた。翌年の大会でも決勝に進出したが、フラビア・ペンネッタに 2–6, 6–4, 3–6 で敗れ2年連続の準優勝となった。2012年のエストリル大会でツアー3度目の決勝に進出したがカイア・カネピに 6–3, 6–7(6),4–6 で敗れ初優勝を逃した。
2012年のロンドン五輪で2度目のオリンピックに出場した。シングルス1回戦でオーストラリアのサマンサ・ストーサーに 3-6, 7-5, 10-8 で勝利し2回戦でベルギーのキム・クライシュテルスに 3-6, 3-6 で敗れた。
2013年全米オープンでは全米では初めてとなるベスト8に進出した。準々決勝で優勝したセリーナ・ウィリアムズに 0-6, 0-6 で1ゲームも取ることが出来ず完敗した。
2014年5月のポルトガル・オープンで6度目の決勝に進出した。スベトラーナ・クズネツォワを 6–4, 3–6, 6–4 で破りツアー初優勝を果たした。全仏オープンでは6年ぶりにベスト8に進出した。準々決勝でウージニー・ブシャールに 6-7(4), 6-2, 5-7 で敗れた。ガルビネ・ムグルサと組んだダブルスでもノーシードからベスト4に進出した。準決勝で優勝した謝淑薇&彭帥組に 2-6, 7-5, 2-6 で敗れた。
2015年はプレミア3大会で準優勝し、4月6日付のランキングで10位となり初のトップ10入りを果たした。
2016年は2月のカタール・トータル・オープンで決勝でエレナ・オスタペンコに勝利し、プレミア初優勝となるツアー通算2勝目を挙げると、2月29日付のランキングで自己最高位の6位を記録した。

## WTAツアー決勝進出結果

### シングルス: 11回 (2勝9敗)
| 大会グレード                  |
| ----------------------------- |
| グランドスラム (0–0)          |
| WTAファイナルズ (0–0)         |
| プレミア・マンダトリー (0–1)  |
| プレミア5 (1-1)               |
| WTAエリート・トロフィー (0-0) |
| プレミア (0–2)                |
| インターナショナル (1-5)      |

| 結果   | No. | 決勝日        | 大会           | サーフェス    | 対戦相手                         | スコア           |
| ------ | --- | ------------- | -------------- | ------------- | -------------------------------- | ---------------- |
| 準優勝 | 1.  | 2009年4月12日 | マルベーリャ   | クレー        | エレナ・ヤンコビッチ             | 3-6, 6-3, 3-6    |
| 準優勝 | 2.  | 2010年4月11日 | マルベーリャ   | クレー        | フラビア・ペンネッタ             | 2–6, 6–4, 3–6    |
| 準優勝 | 3.  | 2012年5月5日  | エストリル     | クレー        | カイア・カネピ                   | 6–3, 6–7(6), 4–6 |
| 準優勝 | 4.  | 2013年3月2日  | アカプルコ     | クレー        | サラ・エラニ                     | 0–6, 4–6         |
| 準優勝 | 5.  | 2013年5月4日  | オエイラス     | クレー        | アナスタシア・パブリュチェンコワ | 5–7, 2–6         |
| 優勝   | 1.  | 2014年5月3日  | オエイラス     | クレー        | スベトラーナ・クズネツォワ       | 6–4, 3–6, 6–4    |
| 準優勝 | 6.  | 2015年2月15日 | アントワープ   | ハード (室内) | アンドレア・ペトコビッチ         | 不戦敗           |
| 準優勝 | 7.  | 2015年4月4日  | マイアミ       | ハード        | セリーナ・ウィリアムズ           | 2–6, 0–6         |
| 準優勝 | 8.  | 2015年5月17日 | ローマ         | クレー        | マリア・シャラポワ               | 6-4, 5-7, 1-6    |
| 優勝   | 2.  | 2016年2月27日 | ドーハ         | ハード        | エレナ・オスタペンコ             | 1–6, 6–4, 6–4    |
| 準優勝 | 9.  | 2018年8月25日 | ニューヘイブン | ハード        | アリーナ・サバレンカ             | 1–6, 4–6         |

### ダブルス: 9回 (3勝6敗)
| 結果   | No. | 決勝日        | 大会           | サーフェス    | パートナー         | 対戦相手                                        | スコア              |
| ------ | --- | ------------- | -------------- | ------------- | ------------------ | ----------------------------------------------- | ------------------- |
| 準優勝 | 1.  | 2014年5月10日 | マドリード     | クレー        | ガルビネ・ムグルサ | サラ・エラニ ロベルタ・ビンチ                   | 4–6, 3–6            |
| 優勝   | 1.  | 2014年8月3日  | スタンフォード | ハード        | ガルビネ・ムグルサ | ポーラ・カニア カテリナ・シニアコバ             | 6–2, 4–6, [10–5]    |
| 準優勝 | 2.  | 2014年9月20日 | 東京           | ハード        | ガルビネ・ムグルサ | カーラ・ブラック サニア・ミルザ                 | 2–6, 5–7            |
| 準優勝 | 3.  | 2015年2月21日 | ドバイ         | ハード        | ガルビネ・ムグルサ | ティメア・バボシュ クリスティナ・ムラデノビッチ | 3–6, 2–6            |
| 準優勝 | 4.  | 2015年5月9日  | マドリード     | クレー        | ガルビネ・ムグルサ | ケーシー・デラクア ヤロスラワ・シュウェドワ     | 3–6, 7–6(4), [5–10] |
| 優勝   | 2.  | 2015年6月21日 | バーミンガム   | 芝            | ガルビネ・ムグルサ | アンドレア・フラバーチコバ ルーシー・ハラデツカ | 6–4, 6–4            |
| 優勝   | 3.  | 2015年9月26日 | 東京           | ハード        | ガルビネ・ムグルサ | 詹詠然 詹皓晴                                   | 7–5, 6–1            |
| 準優勝 | 5.  | 2015年11月1日 | シンガポール   | ハード (室内) | ガルビネ・ムグルサ | マルチナ・ヒンギス サニア・ミルザ               | 0–6, 3–6            |
| 準優勝 | 6.  | 2016年2月27日 | ドーハ         | ハード        | サラ・エラニ       | 詹詠然 詹皓晴                                   | 3–6, 3–6            |

## 4大大会シングルス成績
略語の説明
| W | F | SF | QF | #R | RR | Q# | LQ | A | Z# | PO | G | S | B | NMS | P | NH |

W=優勝, F=準優勝, SF=ベスト4, QF=ベスト8, #R=#回戦敗退, RR=ラウンドロビン敗退, Q#=予選#回戦敗退, LQ=予選敗退, A=大会不参加, Z#=デビスカップ/BJKカップ地域ゾーン, PO=デビスカップ/BJKカッププレーオフ, G=オリンピック金メダル, S=オリンピック銀メダル, B=オリンピック銅メダル, NMS=マスターズシリーズから降格, P=開催延期, NH=開催なし.
| 大会           | 2007 | 2008 | 2009 | 2010 | 2011 | 2012 | 2013 | 2014 | 2015 | 2016 | 2017 | 2018 | 2019 | 通算成績 |
| -------------- | ---- | ---- | ---- | ---- | ---- | ---- | ---- | ---- | ---- | ---- | ---- | ---- | ---- | -------- |
| 全豪オープン   | A    | LQ   | QF   | 3R   | 2R   | 2R   | 3R   | 3R   | 1R   | QF   | 2R   | QF   | 2R   | 22–11    |
| 全仏オープン   | A    | QF   | 3R   | 1R   | A    | 3R   | 4R   | QF   | 3R   | 4R   | 4R   | 2R   | 3R   | 27–11    |
| ウィンブルドン | A    | 2R   | 3R   | A    | LQ   | 1R   | 4R   | 2R   | 1R   | 4R   | 2R   | 3R   | 4R   | 16–10    |
| 全米オープン   | LQ   | 1R   | 2R   | 1R   | 4R   | 2R   | QF   | 3R   | 1R   | 4R   | 4R   | QF   | 1R   | 21–12    |